# بوستان جنگلی باراجین
بوستان جنگلی باراجین یا بوستان جنگلی فدک در منطقه باراجین شهر قزوین واقع شده است. این بوستان با مساحت ۱۵۰۰ هکتار از بزرگ‌ترین بوستان جنگلی های کشور محسوب می‌شود. قله مردمی، رودخانه ارنزک، دسترسی آسان و اشراف به شهر قزوین را می‌توان از ویژگی‌های بوستان باراجین دانست.
این بوستان به وسعت ۱۵۰۰ هکتار در ارتفاعات شرقی مشرف بر دره رودخانه فصلی ارنزک که از دو کیلومتری شمال قزوین آغاز می‌شود، قرار دارد و یکی از نقاط خوش آب و هوا و از تفرجگاه‌های دیرینه مردم شهر قزوین است. بوستان باراجین پذیرای شهروندان و گردشگران در فصول مختلف سال، به خصوص بهار و تابستان است.

## امکانات
از امکانات این بوستان می‌توان به زمین چمن، پیست‌های دوچرخه سواری و موتورسواری، سینمای تابستانه، شهربازی دالفک، آب‌نماهای مختلف و کمپینگ ارزان قیمت برای مسافران اشاره کرد.

یکی از مهم‌ترین جاذبه‌های گردشگری این بوستان، پروژه دهکده طبیعت است؛ این مجموعه که در زمینی بالغ بر ۷۰ هزار متر مربع احداث شده است یک مرکز با کاربری آموزشی، تحقیقاتی و گردشگری استکه از امکاناتی نظیر مزرعه گاومیش‌ها، حیوانات اهلی، سوله گوزن‌ها، کبوترخانه، باغ خزندگان، سالن تاکسیدرمی، آمفی تئاتر، برکه و آبشار، آکواریوم، خانه روستایی، پارکینگ، سالن پذیرایی و فروشگاه بر خوردار است.

## نگارخانه

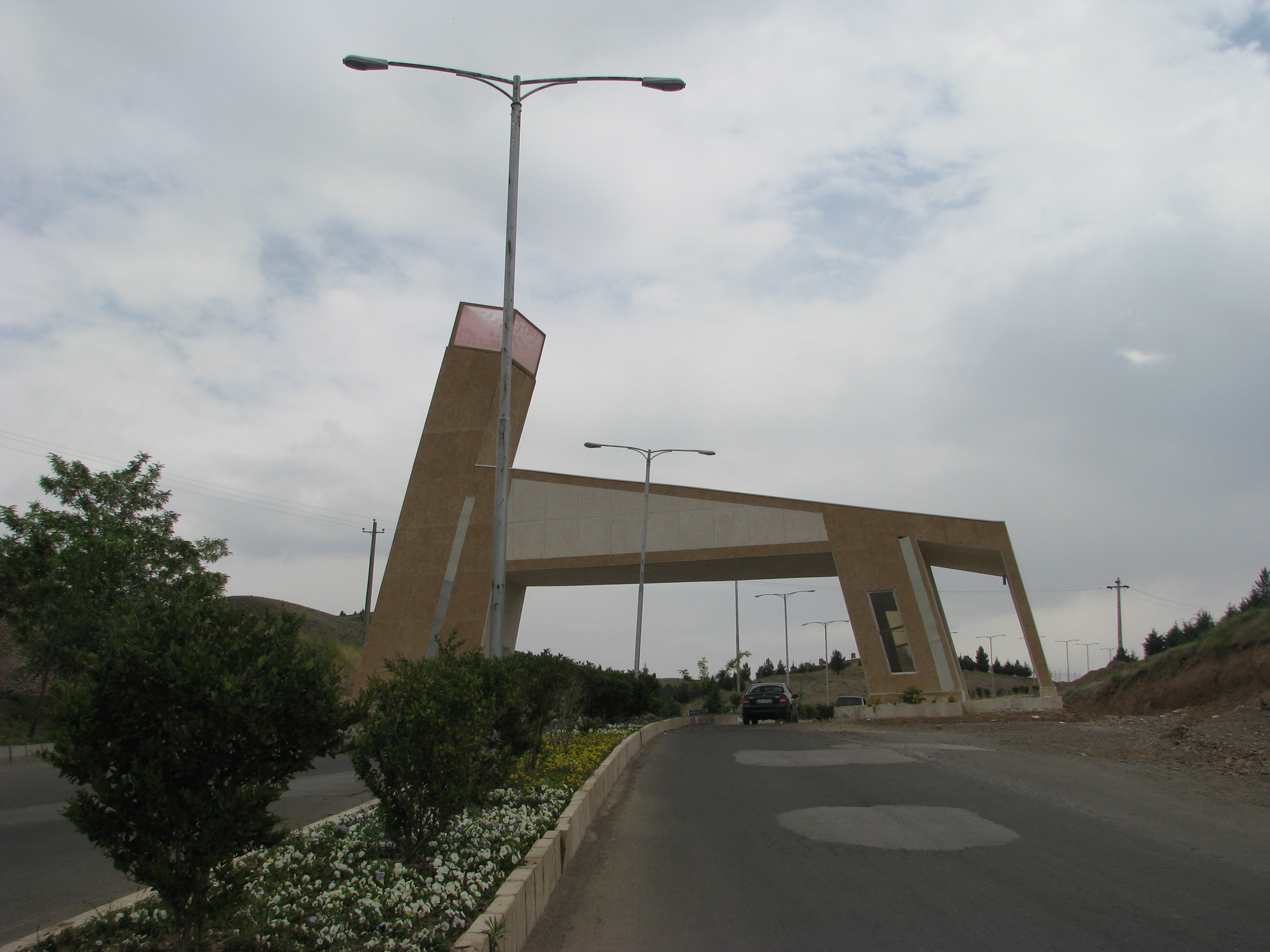
سردر ورودی بوستان
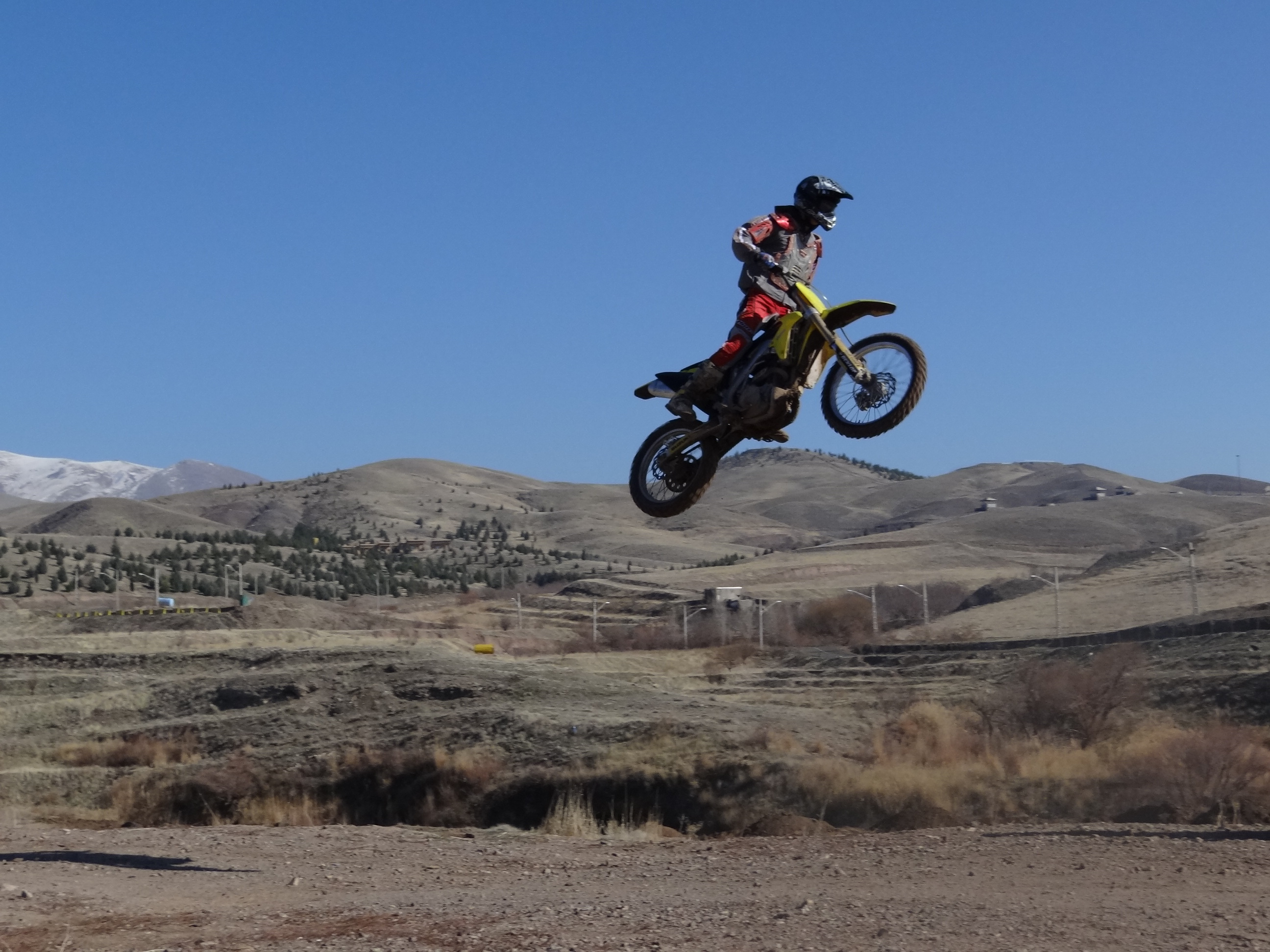
پیست موتورسواری بوستان